# رانژور

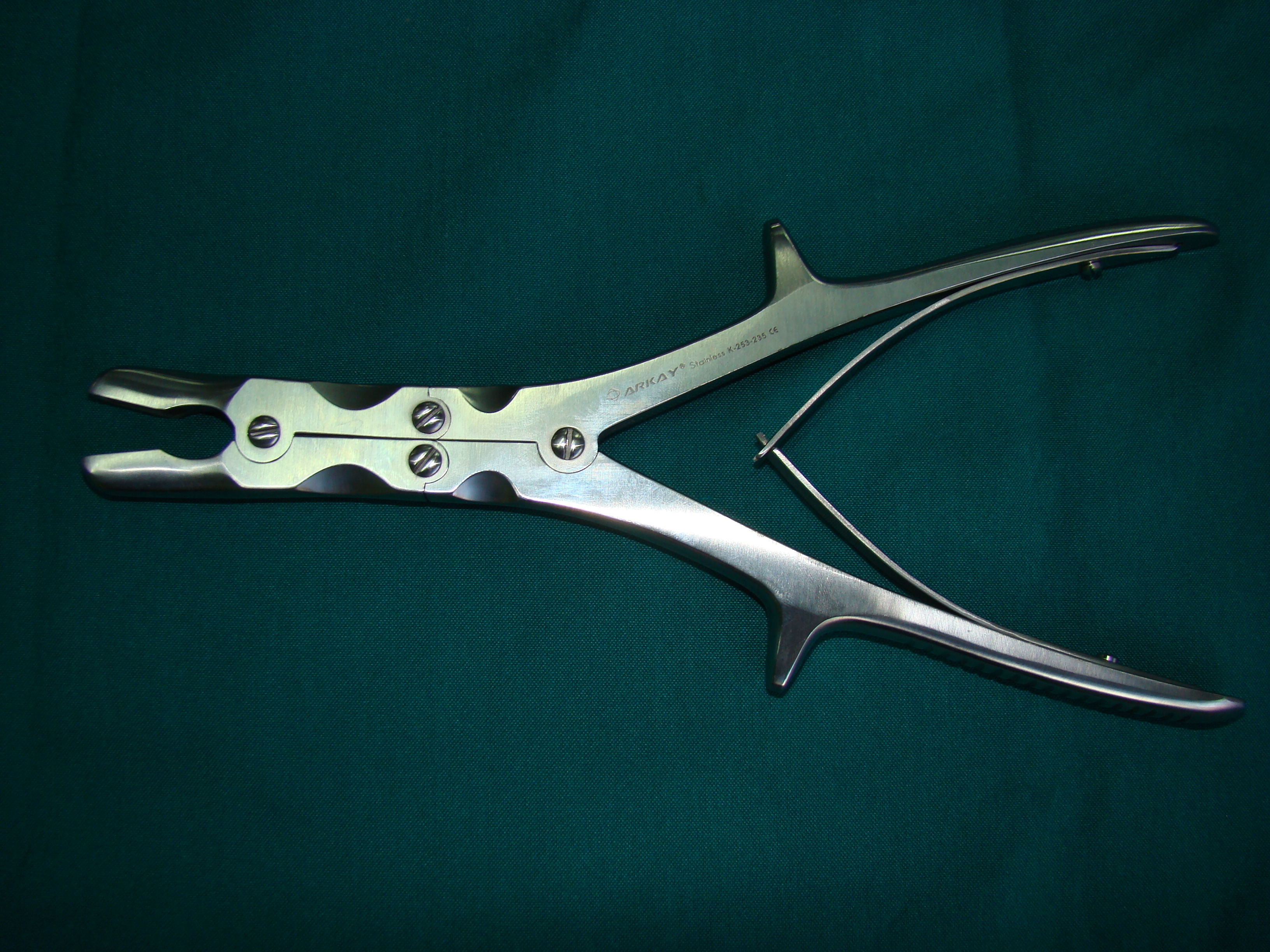
دابل رانژور: حاوی دو تکیه گاه در آرواره

رانژور (به انگلیسی: Rongeur) ابزاری جهت کندن قطعات استخوان بوده و در انواع ظریف تا سنگین، موجود می‌باشد.
رانژور به زبان فرانسوی، معنای جونده می‌دهد.